# Literatura maya
El término literatura maya  es aquella que fue escrita en una lengua maya por un maya con conceptos fundamentalmente mayas No se abarcan sólo textos coloniales considerados tradicionalmente como literatura maya, sino también los textos contemporáneos escritos en lengua maya por gente de dicho pueblo.
Existen ciertos elementos gramaticales y motivos que corresponden a todas las literaturas mayas. Entre ellos se encuentran la estricta sintaxis oracional usada, el uso constante de difrasismo, metáfora y paralelismo, que parecen estar presentes en todos los diversos períodos de la literatura maya. La literatura maya desapareció cuando los españoles llegaron en el siglo XVI a la Península del Yucatán e impusieron la religión católica, que junto con la regulación impuesta por la Inquisicion, todas las manifestaciones escritas por los mayas de antaño fueron quemadas por ser consideradas obras heréticas y manifestaciones del diablo La guerra de Castas entre 1847 y 1901, iniciada durante la República de Yucatán también supuso gran destrucción. Algunos códices sobrevivieron como el Maya de México, conservándose otros en algunas de las principales bibliotecas del continente europeo, Madrid, París, Dresde.

## Literatura colonial
Es la más ampliamente conocida y difundida de las literaturas mayas, además a la que se le ha prestado más amplio estudio. La mayoría de los textos que se creen prehispánicos en realidad proceden de este período en el que se intentó conservar las tradiciones mayas trasladándolas al papel en caracteres latinos, pero estos escritos no se encuentran exentos de una influencia española, sino se pueden encontrar características de la religión católica en algunos, hasta en aquellos que tuvieron casi incontrovertiblemente una proto versión de origen precolombino.

### Origen y propósitos de la literatura maya colonial antiguo
La forma en que se dio la Conquista en el área maya resulta muy diferente a la manera en que tuvo lugar en otras partes de Mesoamérica, en primer lugar porque después de que los territorios fueron sometidos los gobernantes de las diversas etnias mayas solicitaron ante Carlos V el reconocimiento de sus títulos de nobleza y el que se les permitiera conservar el dominio de sus tierras aunque siempre reconociéndolo como su señor.
Es por esta razón que se escriben largos manuscritos que detallan la genealogía de los gobernantes y su descendencia directa de los dioses con el fin de probar ante la Corona su nobleza. Algunos ejemplos de este tipo de textos son: el Popol Vuh, los Anales de los Cakchiqueles y el Título de los Señores de Totonicapán. Todos ellos revelan una preocupación por establecer quiénes gobernaban antes de la llegada de los españoles y los motivos para seguir gobernando. Esta es una de las preocupaciones más presentes en toda la literatura maya, debido a la posibilidad del ascenso de aquellos a quienes no correspondía el poder.
Otros motivos para escribir en caracteres latinos que tuvieron los mayas fue la preservación de su cultura. Con el fin de que no se perdieran las tradiciones que ellos guardaban tan celosamente, las transcribieron al papel e hicieron todo lo posible por evitar que fueran destruidas.
Esto puede resumirse en las afirmaciones de Mercedes de la Garza:

«[...] con la Conquista española se perdió el conocimiento de la escritura maya. Pero un pueblo de fuertes tradiciones religiosas y un espíritu altamente conservador como el maya no podía prescindir de sus libros sagrados. Por eso, algunos mayas nobles que habían sido educados por los frailes españoles y habían aprendido el alfabeto latino se propusieron preservar sus tradiciones, historia y creencias religiosas, escribiendo libros en sus propias lenguas, pero con la nueva forma de escritura traída por los españoles [...]».

En toda esta producción literaria se pueden distinguir dos clases de libros: los que se escribieron con fines legales, a veces solicitados por las autoridades españolas, y los que constituyen los nuevos libros sagrados de la comunidad. Los primeros servían para obtener privilegios, tales como la disminución de los tributos, y para conservar las tierras legadas por sus antepasados. Eran, por tanto, títulos de propiedad, y como se trataba de demostrar la antigüedad en la posesión de las tierras, hablan del origen de los linajes y la extensión de territorios.
El origen de la literatura maya tuvo entonces una motivación sobre todo política, pero también religiosa y cultural.

## Literatura contemporánea
A diferencia de lo que se suele creer la literatura maya no está solamente constituida por la de la época prehispánica o la que se escribió poco después de la Conquista. En la actualidad existen varios escritores mayas que escriben en su propia lengua, pese a no ser ampliamente reconocidos en grandes círculos.
Estos son sólo algunos ejemplos destacados de escritores contemporáneos en lengua maya.
La literatura maya incluye tres obras principales
1. Los Libros de Chilam Balam que comprenden 18 libros. De estos se han estudiado el Chilam Balam de Chumayel, el Chilam Balam de Tizimín y el Chilam Balam del Maní. Fueron escritos por los chilamoob (sacerdotes mayas de alta jerarquía en la zona de Yucatán). Tratan de hechos mitológicos, proféticos e históricos. Uno de los textos históricos es el de los dzules que significa extranjeros con referencia a los españoles. Son de gran contenido simbólico. Es por ello que todavía no se conocen muy bien.
2. El Libro del Consejo del Popol Vuh es uno de los textos más conocidos de la región maya. Se escribió después de la matanza en Guatemala ordenada por Pedro de Alvarado, conocido por su crueldad con los indígenas. Al presenciar tanta destrucción, los indígenas decidieron transcribir su relatos orales a la escritura alfabética para que no se perdiera su contenido.
El Popol Vuh se divide en tres partes.
A) La creación del mundo y el intento de crear a los hombres
B) La guerra de los verdaderos dioses en contra de los falsos
C) Las peregrinaciones y genealogías del pueblo quiché.
3. La obra de teatro conocida como Rabinal Achí narra la lucha entre dos guerreros: Rabinal Achí y Quiché Achí en la que el primero gana matando a Quiché. Es una obra que debe leerse completamente por el discurso entre los personajes.
Todavía hay mucho por hacer en la literatura maya. Su complejo sistema de escritura, que no ha sido descifrada completamente, hacen difícil su estudio. Demetrio Soldi y otros investigadores han indicado que es sólo en el área de las matemáticas en que sí se ha hecho mucho progreso.
Aun siendo tan limitado el número de obras mayas conocidas, su influencia ha sido patente en la literatura del siglo XX, como se puede apreciar en la narrativa del escritor guatemalteco Miguel Asturias, premio nobel de literatura en 1967.
Entre los escritores mayas contemporáneos podríamos citar a Ermilo Abreu Gómez, maya de origen, y escritor en español que reflejó en sus escritos la cultura maya, por ejemplo en Canek.
Otro de los escritores mayas de la actualidad es el poeta Jorge Miguel Cocom Pech, cuya obra más difundida es Los secretos del abuelo, la cual está escrita en maya yucateco y ha sido traducida al español, inglés, rumano, catalán, serbio, árabe y ruso.
Aunque puede considerarse polémica esta misma también es posible considerar al Subcomandante Marcos como un escritor de lengua indígena, debido principalmente a su libro Los relatos del Viejo Antonio escrito en maya.
La escritora Marisol Ceh Moo y su obra X-Teya, u puksi’ik’al ko’olel (Teya, un corazón de mujer), novela escrita en maya, ha sido una de las obras escritas en esta lengua más importantes en la actualidad.